# Gölpazarı
Gölpazarı is een Turks district in de provincie Bilecik en telt 11.860 inwoners (2007). Het district heeft een oppervlakte van 591,8 km².
De bevolkingsontwikkeling van het district is weergegeven in onderstaande tabel.
| 1997   | 2000   | 2007   |
| ------ | ------ | ------ |
| 16.187 | 13.617 | 11.860 |